# Маріо Альборта
Маріо Маурісіо Альборта Вєласко (ісп. Mario Mauricio Alborta Velasco; 19 вересня 1910 — 1976) — болівійський футболіст, що грав на позиції нападника, зокрема, за клуб «Болівар», а також національну збірну Болівії.

## Клубна кар'єра

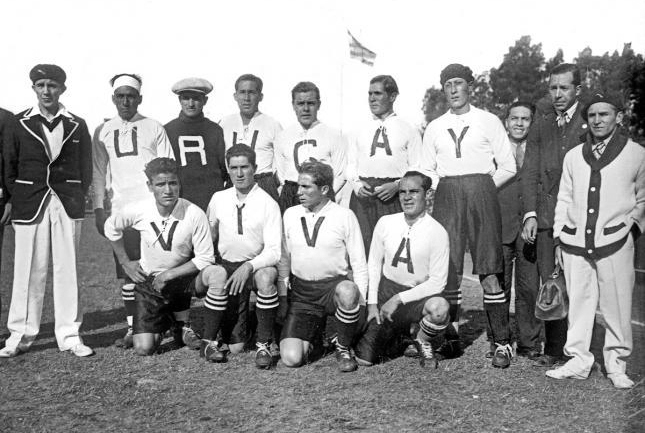
Болівія перед матчем з Югославією, 17.07.1930
Стоять: Арготе, Бермудес, Альборта, Бустаманте, Фернандес, Чаваррія.
Сидять: Лара, Вальдеррама, Дюрандаль, Гомес

Грав за команду «Болівар» з Ла-Паса.
У 1932 році зіграв важливу роль у виграші титулу чемпіонів Ла-Паса, хоча він відразу ж пішов на фронт через конфлікт між Болівією і Парагваєм, який тривав 3 роки. Також брав участь у 1938 році в Боліварських іграх, де збірна посіла друге місце.
Помер 1976 року на 66-му році життя.

## Виступи за збірну
1926 року дебютував в офіційних матчах у складі національної збірної Болівії.
Взяв участь у перших чотирнадцяти міжнародних іграх своєї країни, забив два голи, проти Аргентини в 1927 році і проти Колумбії в 1938 році.
У складі збірної був учасником Чемпіонату Південної Америки 1926 року у Чилі, Чемпіонату Південної Америки 1927 року у Перу, чемпіонату світу 1930 року в Уругваї, де зіграв проти Югославії (0:4) і Бразилії (0:4).

## Титули і досягнення
«Болівар»
- Чемпіон Ла-Паса: (3): 1932, 1937, 1939

Болівія
- Срібний призер Боліваріанських ігор: 1938